# Promozione
Promozione (in Südtirol Landesliga) ist der Name einer italienischen Fußballliga. Es ist die sechsthöchste Stufe im italienischen Fußball. Jeder einzelne Ligameister der Promozione-Ebene steigt in die Eccellenza auf. Je nach den einzelnen Ligen steigen eine Reihe von Teams jedes Jahr aus jeder Liga ab, in die 7. Fußball-Liga, die Prima Categoria. Diese Ebene des italienischen Fußballs ist eine Amateurliga und wird auf regionaler Ebene organisiert.

## Abteilungen
- Girone Abruzzese A (18 Vereine)
- Girone Abruzzese B (18 Vereine)
- Girone Lucano (16 Vereine)
- Girone Calabrese A (16 Vereine)
- Girone Calabrese B (16 Vereine)
- Girone Campano A (16 Vereine)
- Girone Campano B (16 Vereine)
- Girone Campano C (16 Vereine)
- Girone Campano D (16 Vereine)
- Girone Emiliano Romagnolo A (16 Vereine)
- Girone Emiliano Romagnolo B (16 Vereine)
- Girone Emiliano Romagnolo C (16 Vereine)
- Girone Emiliano Romagnolo D (16 Vereine)
- Girone Friulano A (16 Vereine)
- Girone Friulano B (16 Vereine)
- Girone Laziale A (16 Vereine)
- Girone Laziale B (16 Vereine)
- Girone Laziale C (16 Vereine)
- Girone Laziale D (16 Vereine)
- Girone Ligure A (16 Vereine)
- Girone Ligure B (16 Vereine)
- Girone Lombardo A (16 Vereine)
- Girone Lombardo B (16 Vereine)
- Girone Lombardo C (16 Vereine)
- Girone Lombardo D (16 Vereine)
- Girone Lombardo E (16 Vereine)
- Girone Lombardo F (16 Vereine)
- Girone Lombardo G (16 Vereine)
- Girone Marchigiano A (18 Vereine)
- Girone Marchigiano B (18 Vereine)
- Girone Molisano (16 Vereine)
- Girone Piemontese/Valdostano A (16 Vereine)
- Girone Piemontese/Valdostano B (16 Vereine)
- Girone Piemontese/Valdostano C (16 Vereine)
- Girone Piemontese/Valdostano D (16 Vereine)
- Girone Pugliese A (16 Vereine)
- Girone Pugliese B (16 Vereine)
- Girone Sardo A (16 Vereine)
- Girone Sardo B (16 Vereine)
- Girone Siciliano A (16 Vereine)
- Girone Siciliano B (16 Vereine)
- Girone Siciliano C (16 Vereine)
- Girone Siciliano D (16 Vereine)
- Girone Toscano A (16 Vereine)
- Girone Toscano B (16 Vereine)
- Girone Toscano C (16 Vereine)
- Girone Trentino A (16 Vereine)
- Landesliga Südtirol (16 Vereine)
- Girone Umbro A (17 Vereine)
- Girone Umbro B (17 Vereine)
- Girone Veneto A (16 Vereine)
- Girone Veneto B (16 Vereine)
- Girone Veneto C (16 Vereine)
- Girone Veneto D (16 Vereine)

## Geschichte
In der Vergangenheit, von 1904 bis 1912, war die Seconda Categoria die zweite Stufe der italienischen lokalen, regionalen Wettbewerbe, in denen Hauptmannschaften auf dem Fußballfeld Nachwuchs- und Ersatzspieler einsetzte. Neue Mannschaften der Federazione Italiana Giuoco Calcio (FIGC) wurden in diese Liga aufgenommen.
Im Februar 1912 begannen einige neue Verbandsmitglieder des FIGC eine neue Regelung auszuarbeiten, die Auf- und Abstiege von der Seconda Categoria in die Prima Categoria vorsah. Diese neue Regelung wurde während der Bundesjahrestagung im Juli 1912 beschlossen, so dass die Seconda Categoria ihren Namen änderte in Promozione, weil den Siegerteams der Aufstieg in die darüber liegende Liga ermöglicht wurde. Die Promozione hatte die FIGC bis zur Saison 1921/22 ausgespielt, als neue Regeln und Änderungen das Ligensystem um eine 3. und 4. Liga erweiterten.
1922 war die Promozione noch die oberste Spielklasse auf regionaler Ebene. Die 3. Liga (auf Italienisch = Terza Divisione) trat an die Stelle der Promozione, so dass bis 1948/49 keine andere Meisterschaft diesen Namen erhielt.
1948 musste die 3. Liga (Serie C) reduziert werden, weil sie überdimensioniert war. Sie wurde in drei interregionale Ligen (Nord, Mitte und Süd) eingeteilt, die eine unterschiedliche Anzahl von Divisionen und Teams umfassten. Daher wurde vom Verband veranlasst, dass die Mannschaften in großer Anzahl in die regionalen Ligen absteigen sollten. Ihre Einwände bewirkten die Einrichtung einer weiteren Liga-Ebene zwischen Serie C und der obersten Regionalliga Prima Divisione (italienisch für erste Liga). Sie nannten sie Promozione. Sie bestand bis Saisonende 1951/52, dann wurde sie zur obersten regionalen Kategorie herabgestuft und in Promozione Regionale umbenannt.
Die Promozione Regionale wurde am Anfang der Saison 1957/58 in Campionato Nazionale Dilettanti umbenannt und bestand zwei Jahre. Nach Beschluss der neuen Regeln über Amateurligen entstand 1959 die Lega Nazionale Dilettanti und die Liga Campionato Nazionale Dilettanti wurde in Prima Categoria umbenannt.
Im Jahr 1967 wurde ein neues Projekt aus dem Regionalverband der Lombardei gestartet. Es war die Einführung einer obersten Amateurliga (Amateurs, jetzt Eccellenza) durch Verringerung der Divisionen, aus denen sich die Prima Categoria zusammensetzte. Die FIGC gab dieser obersten regionalen Ebene den alten Namen Promozione. Diese Liga ist jetzt die zweite Ebene der regionalen Amateurligen. Die Änderung wurde zu Beginn der Saison 1991/92 eingeführt.